# Булгэрика
Булгэрика, Булгарика (рум. Bulgărica) — село в Леовском районе Молдавии. Наряду с селом Новая Сарата входит в состав коммуны Новая Сарата.

## История
До 1977 село существовало как отдельное. Воссоздано указом правительства Республики Молдова в ноябре 2013 года. Ранее территория являлось сектором коммуны Новая Сарата. Причиной создания явилось то, что в селе селилось всё больше молодых семей и следовательно создалась необходимость выделения данной территории и придание ей статуса села.

## География
Село расположено на высоте 35 метров над уровнем моря.